# Ningirsu
 (janvier 2018).
Si vous disposez d'ouvrages ou d'articles de référence ou si vous connaissez des sites web de qualité traitant du thème abordé ici, merci de compléter l'article en donnant les références utiles à sa vérifiabilité et en les liant à la section « Notes et références ».
Ningirsu est une divinité sumérienne. Il est le dieu tutélaire de l'État de Lagash, son temple principal se trouvant dans la ville de Girsu (Tello), et non dans la ville même de Lagash. Son nom signifie d'ailleurs « Seigneur (NIN) de Girsu ». Sa parèdre est la déesse Bau.
Ningirsu est un divinité agraire : son symbole est la bêche. En tant que divinité tutélaire de Lagash, il est considéré comme le véritable roi du royaume, dont le souverain terrestre n'est que le vicaire (ensí). Dans chacun de leurs exploits guerriers, les rois de Lagash attribuent le mérite de la victoire à leur dieu, comme Eannatum dans la stèle des Vautours, qui nous offre par ailleurs une représentation fragmentaire de Ningirsu.
Comme tout ce qui concerne Lagash, Ningirsu perdit de l'importance après la chute de ce royaume au XXIIe siècle avant notre ère, et il n'occupe pas une place importante dans la religion mésopotamienne. Ses attributs sont repris par Ninurta, divinité de Nippur, à l'origine un dieu-guerrier, qui devint aussi une divinité agraire, avec toujours Bau comme parèdre.